# Subnormalteiler
In der Gruppentheorie wird eine Untergruppe {\displaystyle S} einer Gruppe {\displaystyle G} als Subnormalteiler (oder subnormale Untergruppe) bezeichnet, falls eine Subnormalreihe von {\displaystyle G} nach {\displaystyle S} existiert, das heißt, falls es eine endliche Kette {\displaystyle S=S_{0}} ≤ … ≤ {\displaystyle S_{k}=G} von Untergruppen von {\displaystyle G} gibt, so dass jeweils {\displaystyle S_{i}} Normalteiler von {\displaystyle S_{i+1}} ist.
Subnormalteiler wurden – noch unter der Bezeichnung nachinvariante Untergruppe – erstmals von Helmut Wielandt in seiner 1939 erschienenen Habilitationsschrift Eine Verallgemeinerung der invarianten Untergruppen betrachtet. Wielandt konnte unter anderem zeigen, dass in endlichen Gruppen das Erzeugnis zweier Subnormalteiler stets wieder subnormal ist, die Subnormalteiler also einen Verband bilden.
Der Begriff des Subnormalteilers ist insofern eine Verallgemeinerung des Begriffs des Normalteilers, als ein Subnormalteiler nicht unbedingt normal in der ganzen Gruppe sein muss. Jeder Normalteiler ist aber stets ein Subnormalteiler.

## Beispiel
Die von einer Spiegelung erzeugte Untergruppe {\displaystyle Z=\{e,(12)(34)\}} der symmetrischen Gruppe {\displaystyle S_{4}} ist ein Normalteiler der Kleinschen Vierergruppe {\displaystyle V}, welche wiederum normal in {\displaystyle S_{4}} liegt. {\displaystyle Z} ist also Subnormalteiler von {\displaystyle S_{4}}, allerdings kein Normalteiler, da {\displaystyle ((12)(34))^{(123)}=(13)(24)} nicht in {\displaystyle Z} liegt.